# Ільзе Швидецьки
Ільзе / Ільза Швидецьки (нім. Ilse Schwidetzky; (6 вересня 1907 , Лешно, Великопольське воєводство  — 18 березня 1997 , Майнц ) — німецький антрополог польського походження, доктор наук (науковий ступінь), професор (з 1961).

## Біографія
Ільза була дочкою бургомістра Ліси (Лешно) Георга (Єжи) Швидецьки (1875—1952). Вивчала історію, біологію та антропологію в університетах Лейпцига, Данцига (нині Гданськ) та Бреслау (нині Вроцлав). З 1930-х років працювала асистентом Егона фон Айкштедта, одного з провідних расових теоретиків нацистської Німеччини .
У 1934 році здобула науковий ступінь доктора філософії (академічний ступінь, що не має прямого відношення до філософії). У 1940 році вийшла заміж за бізнесмена Бернхарда Розінга, який загинув внаслідок бомбардування Нюрнберга в 1944 році.
Працювала в Антропологічному інституті при університеті в Майнці з 1946 року до виходу на пенсію в 1975 році. Професор антропології із 1961 року. З 1949 року редагувала журнал «Homo», присвячений питанням антропології. У 1961 році була призначена директором Інституту антропології в Майнці. У 1975 році набула статусу почесного директора.

## Наукова діяльність
У центрі наукових інтересів Ільзе Швидецьки була популяційна біологія життя історичних народів. Брала активну участь у кількох великомасштабних регіональних експедиціях зі збирання антропологічних даних: у 1930 році — у Сілезії, у 1937 р. — у Британській Індії, у 1950-х — 1970-х роках — у Вестфалії, на Рейнланд-Парльці , на Сардинії.
У 1966 році організувала новаторський міжнародний симпозіум з антропології неоліту.
Вивчала питання антропології, зокрема, «слов'янське питання». У 1938 році в Штутгарті вийшла книга доктора філософії, асистента Антропологічного інституту при Університеті Бреслау Ільзи Швидецьки «Расологія древніх слов'ян» (Rassenkunde der Altslawen), в якій вона робить висновок про те, що колись були представниками «східно-нордичної» раси слов'яни. На цей час цю расову складову здебільшого втратили, за винятком поляків.

## Членство у наукових товариствах
- Permanent Council der International Union of Anthropological and Ethnological Sciences (віце-президент з 1974 року))
- Akademie der Wissenschaften und der Literatur, Mainz
- Société d'Anthropologie de Paris
- Anthropologische Gesellschaft, Війна
- Société Royale Belge d'Anthropologie
- Sociedade de Geografia de Lisboa
- Sociedad Española de Antropologia Biologica
- Akademie für Bevölkerungswissenschaft Hamburg
- Herder-Forschungsrat, Marburg
- Deutsche Gesellschaft für Anthropologie und Humangenetik (1968—1970)
- University of Crete (почесний лікар з 1990 р.)

## Діти
- Донька Іна Шпігель-Розінг (Ina Spiegel-Rösing), етнолог.
- Син Фрідріх Розінг (Friedrich W. Rösing), антрополог.

## Вибрані праці
Авторка багатьох монографій, книг та наукових статей.

### Монографії
- Rassenkunde der Altslawen. Stuttgart 1938
- Rassenkunde des nordöstlichen Oberschlesien. (Kreise Kreuzburg, Rosenberg, Guttentag). Aus dem Anthropologischen Institut der Universität Breslau. Reihe: Rasse, Volk, Erbgut in Schlesien Heft 2. Priebatsch's Buchhandlung, Breslau 1939
- Grundzüge der Völkerbiologie. Stuttgart 1950 (spanische Übersetzung 1953: Ethnobiologica)
- Das Problem des Völkertodes. Eine Studie zur historischen Bevölkerungsbiologie. Enke, Stuttgart 1954
- Das Menschenbild der Biologie Ergebnisse und Probleme der naturwissenschaftlichen Anthropologie. G. Fischer, Stuttgart 1959 (2. Auflage 1970)
- Die vorspanische Bevölkerung der Kanarischen Inseln. Beiheft zu Homo. Göttingen 1963 (span. Übersetzung 1963)
- zusammen mit Hubert Walter: Untersuchungen zur anthropologischen Gliederung Westfalens. Münster 1967
- Hauptprobleme der Антропологія. Bevölkerungsbiologie und Evolution des Menschen. Rombach, Freiburg i. Br. 1971
- Grundlagen der Rassensystematik. BI, Mannheim 1974
- Rassen und Rassenbildung beim Menschen. Fischer, Stuttgart 1979
- zusammen mit I. Spiegel-Rösing: Maus und Schlange. Untersuchungen zur Lage der deutschen Антропологія. Oldenbourg, Munchen 1992.